# Storsund (naturreservat)
Storsund är ett naturreservat och  Natura 2000-område i Gotlands län. som omfattar växtligheten runt sjön Storsund på Gotland.
Storsund är en havsvik, som i historisk tid avsnörts från havet, och till stor del växt igen med ag och vass.
Den före detta viken har ett rikt fågelliv och en artrik orkidéflora. Vid dess södra stränder rastar tranor, brunänder, skedänder, stjärtänder och svarthakedopping.
Vid Storsunds stränder växter sumpnycklar och ängsnycklar. På den lite torrare marken högre upp växer knipprot, nästrot och stora mängder svärdsyssla.